# Charles C. Ellsworth

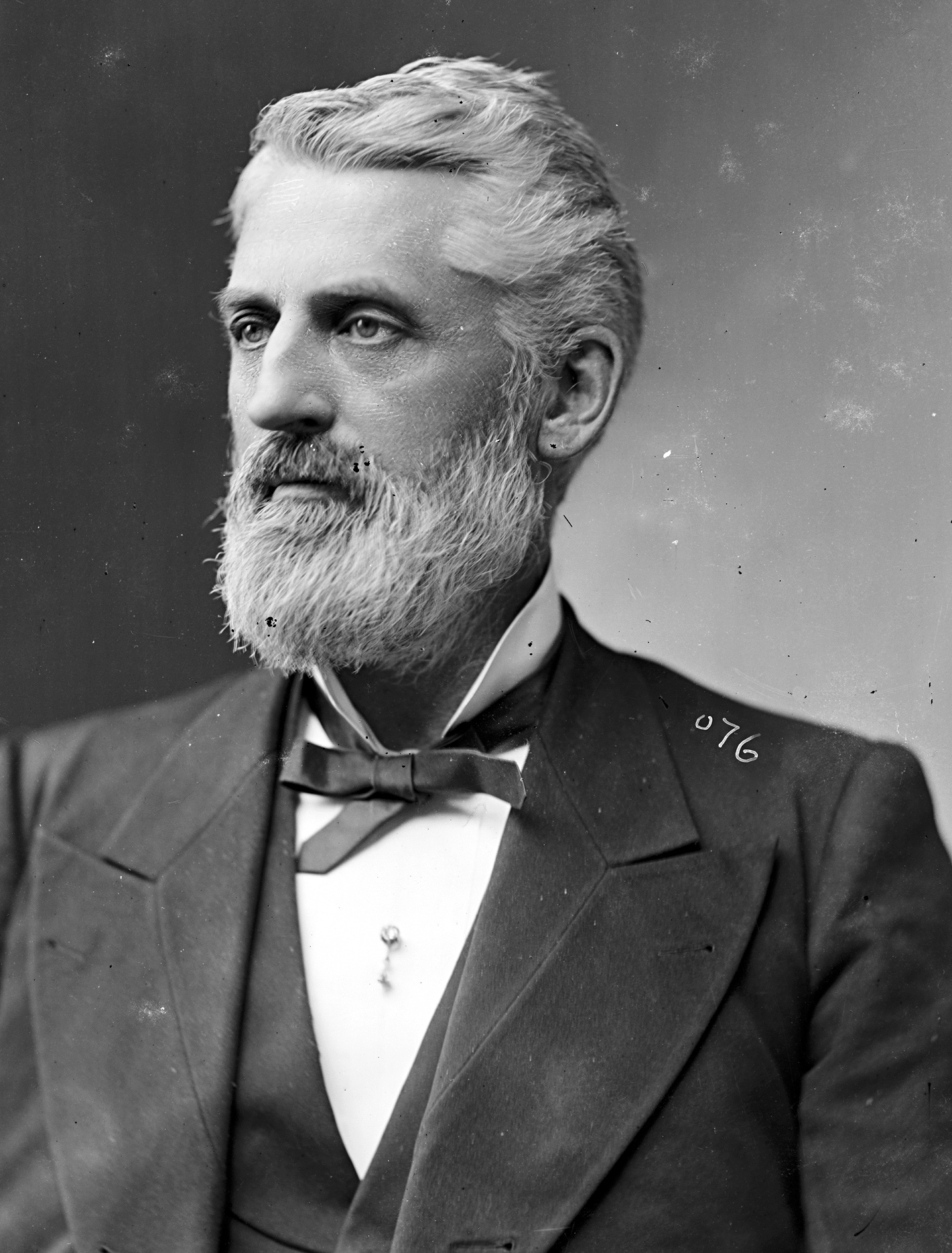
Charles C. Ellsworth

Charles Clinton Ellsworth (* 29. Januar 1824 in West Berkshire, Vermont; † 25. Juni 1899 in Greenville, Michigan) war ein US-amerikanischer Politiker. Zwischen 1877 und 1879 vertrat er den Bundesstaat Michigan im US-Repräsentantenhaus.

## Leben
Charles Ellsworth besuchte die öffentlichen Schulen seiner Heimat anschließend die Brigham Academy in Bakersfield. Anschließend unterrichtete er einen Winter lang als Lehrer in Vermont, ehe er nach Howell in Michigan zog, wo er ebenfalls zunächst als Lehrer tätig war. Nach einem anschließenden Jurastudium und seiner im Jahr 1848 erfolgten Zulassung als Rechtsanwalt begann er in Howell in seinem neuen Beruf zu arbeiten. Im Jahr 1849 war er Staatsanwalt im Livingston County. 1851 zog Ellsworth nach Greenville, wo er zum Ortsvorsteher gewählt wurde. 1853 wurde er Staatsanwalt im Montcalm County. Gleichzeitig begann er eine politische Laufbahn. Von 1852 bis 1854 war er Abgeordneter im Repräsentantenhaus von Michigan. Während des Bürgerkrieges war er im Jahr 1862 als Major Zahlmeister im Heer der Union.
Ellsworth war Mitglied der Republikanischen Partei. Bei den Kongresswahlen des Jahres 1876 wurde er im achten Wahlbezirk von Michigan in das US-Repräsentantenhaus in Washington, D.C. gewählt, wo er am 4. März 1877 die Nachfolge von Nathan B. Bradley antrat. Da er im Jahr 1878 auf eine weitere Kandidatur verzichtete, konnte er bis zum 3. März 1879 nur eine Legislaturperiode im Kongress absolvieren. Nach seinem Ausscheiden aus dem US-Repräsentantenhaus zog sich Ellsworth aus der Politik zurück. In den folgenden Jahren arbeitete er wieder als Anwalt. Er starb am 25. Juni 1899 in Greenville.